# العلاقات السنغالية الغرينادية
العلاقات السنغالية الغرينادية هي العلاقات الثنائية التي تجمع بين السنغال وغرينادا.

## مقارنة بين البلدين
هذه مقارنة عامة ومرجعية للدولتين:
| وجه المقارنة                                              | السنغال                                              | غرينادا                                |
| --------------------------------------------------------- | ---------------------------------------------------- | -------------------------------------- |
| المساحة (كم2)                                             | 196.72 ألف                                           | 348                                    |
| عدد السكان (نسمة)                                         | 15.85 مليون                                          | 107.83 ألف                             |
| الكثافة السكانية (ن./كم²)                                 | 80.57                                                | 30.99 ألف                              |
| العاصمة                                                   | داكار                                                | سانت جورجز                             |
| اللغة الرسمية                                             | لغة فرنسية، اللغة الولوفية، باديارا ‏، اللغة البلنتية | لغة إنجليزية، إنكليزية غرنادة المولدة ‏ |
| العملة                                                    | فرنك غرب أفريقي                                      | دولار شرق الكاريبي                     |
| الناتج المحلي الإجمالي (بليون دولار)                      | 16.37 مليار                                          | 1.12 مليار                             |
| الناتج المحلي الإجمالي (تعادل القوة الشرائية) بليون دولار | 36.62 مليار                                          | 1.45 مليار                             |
| الناتج المحلي الإجمالي الاسمي للفرد دولار أمريكي          | 899                                                  | 9.21 ألف                               |
| الناتج المحلي الإجمالي للفرد دولار أمريكي                 | 2.33 ألف                                             | 12.43 ألف                              |
| مؤشر التنمية البشرية                                      | 0.466                                                | 0.750                                  |
| رمز المكالمات الدولي                                      | +221                                                 | +1473                                  |
| رمز الإنترنت                                              | .sn                                                  | .gd                                    |
| المنطقة الزمنية                                           | 00                                                   | 00                                     |

## منظمات دولية مشتركة
يشترك البلدان في عضوية مجموعة من المنظمات الدولية، منها:
| علم المنظمة | اسم المنظمة                                 | تاريخ انضمام السنغال | تاريخ انضمام غرينادا |
| ----------- | ------------------------------------------- | -------------------- | -------------------- |
|             | الاتحاد البريدي العالمي                     | ?                    | ?                    |
|             | يونسكو                                      | 10 نوفمبر 1960       | 17 فبراير 1975       |
|             | البنك الدولي للإنشاء والتعمير               | 31 أغسطس 1962        | 27 أغسطس 1975        |
|             | منظمة التجارة العالمية                      | ?                    | ?                    |
|             | وكالة ضمان الاستثمار متعدد الأطراف          | 12 أبريل 1988        | 12 أبريل 1988        |
|             | الاتحاد الدولي للاتصالات                    | 15 نوفمبر 1960       | 17 نوفمبر 1981       |
|             | منظمة الشرطة الجنائية الدولية               | ?                    | ?                    |
|             | مؤسسة التمويل الدولية                       | 31 أغسطس 1962        | 28 أغسطس 1975        |
|             | الأمم المتحدة                               | 28 سبتمبر 1960       | 17 سبتمبر 1974       |
|             | مجموعة دول أفريقيا والكاريبي والمحيط الهادئ | ?                    | ?                    |
|             | مؤسسة التنمية الدولية                       | 31 أغسطس 1962        | 28 أغسطس 1975        |
|             | منظمة حظر الأسلحة الكيميائية                | ?                    | ?                    |
|             | المركز الدولي لتسوية المنازعات الاستشارية   | 21 مايو 1967         | 23 يونيو 1991        |

## وصلات خارجية
- موقع وزارة الخارجية السنغالية